# Saxifragals
Les saxifragals (Saxifragales) són un ordre de plantes amb flor (angiospermes). El sistema de classificació APG II, basat en l'anàlisi de la morfologia i en les seqüències d'ARN ribosòmic i d'alguns gens dels cloroplasts, situa aquest ordre dins el clade de les eudicots superiors. Inclou les següents famílies:
- Família Altingiaceae (Família del liquidàmbar)
- Família Aphanopetalaceae
- Família Biblidaceae (espécies carnívores)
- Família Cercidiphyllaceae
- Família Crassulaceae (Família del crespinell)
- Família Daphniphyllaceae
- Família Grossulariaceae (Família de la grosella)
- Família Haloragidaceae
- Família Hamamelidaceae
- Família Iteaceae
- Família Paeoniaceae (Família de la peònia)
- Família Penthoraceae
- Família Pterostemonaceae
- Família Saxifragaceae (Família de la corona de la reina)

A l'antic sistema de classificació Cronquist, aquestes famílies eren distribuïdes entre els ordres Rosales, Hamamelidales, i Haloragales.